# Partilhas da Polônia

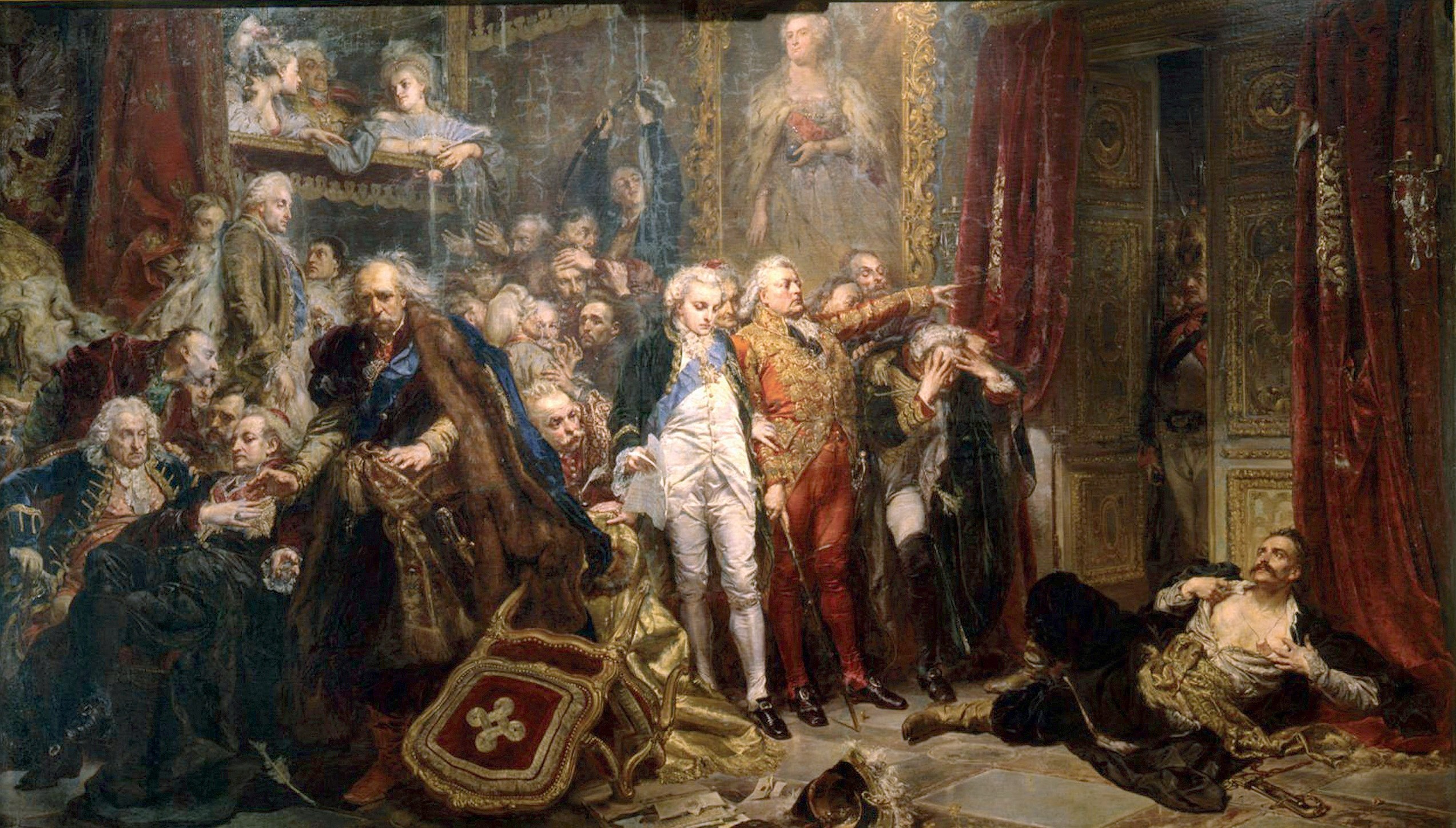
Rejtan - A Queda da Polônia: Tadeusz Rejtan (embaixo, à direita) em setembro de 1773 tentou evitar a legalização da primeira partição da Polônia impedindo que os membros do Sejm entrassem no plenário da câmara.
Óleo em tela de Jan Matejko, 1866
Castelo Real de Varsóvia

As Partilhas da Polônia ou Partições da Polónia (polonês: Rozbiór Polski ou Rozbiory Polski; lituano: Padalijimas) ocorreram ao longo do século XVIII e puseram fim à existência da soberana República das Duas Nações. Elas envolveram o Reino da Prússia, o Império Russo e Monarquia/Império Austríaco, dividindo as terras da república entre elas. Três partilhas ocorreram:
- 5 de agosto de 1772;
- 23 de janeiro de 1793;
- 24 de outubro de 1795.

Depois das Guerras Napoleônicas, quando Napoleão Bonaparte restaurou o estado polonês na forma do Ducado de Varsóvia, os três países que dividiram a República das Duas Nações decidiram criar nos territórios anexados algumas regiões autônomas (pelo menos em teoria), que eram:
- Grão-Ducado de Poznań;
- República da Cracóvia;
- Reino da Polônia, mais conhecido como Polônia do Congresso.

Em todos os casos foram tomadas medidas no sentido de reconhecer o idioma polonês, o respeito pela cultura e os direitos dos poloneses. Em todos os casos estas promessas foram rapidamente quebradas e as regiões anexadas.
O termo "Quarta Partilha da Polônia" deve referir-se a alguma divisão subseqüente do território polonês, especificamente:
- depois da era napoleônica, a divisão do Ducado de Varsóvia no Congresso de Viena em 1815;
- a incorporação do Reino da Polônia pelo Império Russo em 1832, e a incorporação da República da Cracóvia pelo Império Austríaco em 1846; e
- a divisão da Polônia entre a Alemanha Nazista e a União Soviética em decorrência do Pacto Ribbentrop-Molotov em 1939.

## História

### Introdução

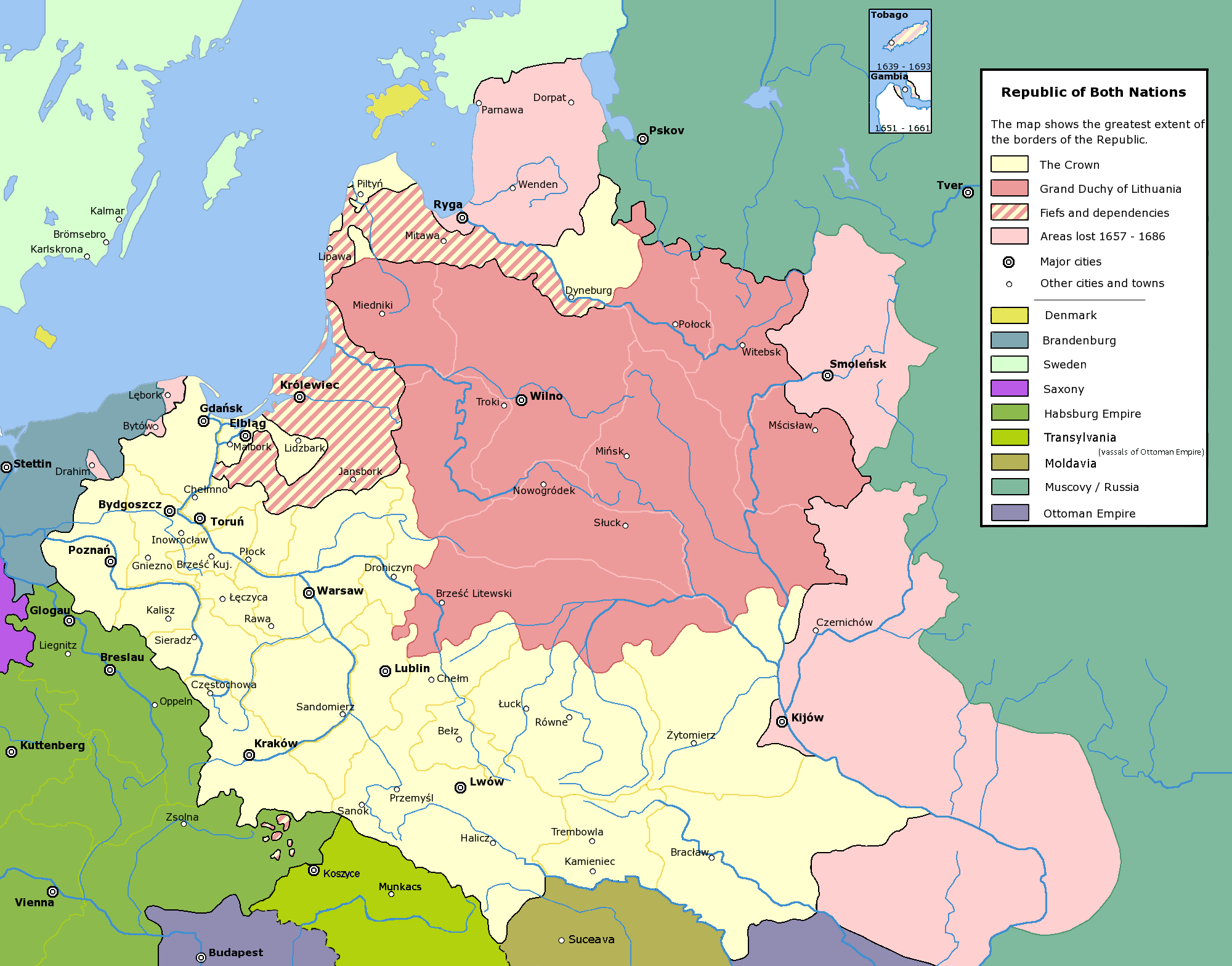
Antes das partições: A República das Duas Nações e sua grande extensão

Poder-se-ia definir a República das Duas Nações, antes das partilhas, como um estado já não mais completamente soberano: nos termos modernos, seria um estado-satélite do russo, com imperadores russos que efetivamente escolhiam os reis poloneses. Durante o governo de Ladisłau IV (1632-48), o liberum veto tinha evoluído. Esta política de procedimento parlamentar estava baseada na suposição de igualdade política para todos os "cavalheiros", com o corolário que um consentimento unânime era requerido para todas as medidas tomadas. Uma simples desconfiança que a medida era prejudicial para seu próprio distrito eleitoral (normalmente simplesmente sua própria propriedade), mesmo após o ato já ter sido aprovado, era o suficiente para anular o ato. Isto trouxe uma crescente dificuldade em gerar ações. O liberum veto, desta forma, possibilitou com que diplomatas estrangeiros conseguissem seus objetivos através do suborno dos nobres.
A República manteve-se neutra na Guerra dos Sete Anos, embora simpatizasse com a aliança de França, Áustria e Rússia e permitisse que tropas russas tivessem acesso aos seus territórios do oeste para servirem de bases contra o Reino da Prússia. Frederico II da Prússia retaliou emitindo grande quantidade de moeda corrente polonesa falsificada para afetar severamente a economia do país.
Através da classe dos nobres (szlachta), que a Rússia controlava, e do ministro russo para a Varsóvia, embaixador e príncipe Nicolau Repnin, a imperatriz Catarina, a Grande forçou uma constituição na República, que desfez as reformas de 1764 do rei Estanislau II, em 1767, a então chamada Sejm Repnin, em alusão ao embaixador Repnin, que de fato ditou os termos daquela Sejm (e quem ordenou a prisão e exílio para a Sibéria de alguns opositores a sua política, dentre eles Józef Andrzej Załuski e Wacław Rzewuski). O liberum veto e todos os velhos abusos do último século estavam garantidos como partes inalteráveis desta nova constituição (nas assim chamadas leis cardinais). A república tinha sido forçada a confiar no Império Russo para sua proteção contra a crescente ameaça prussiana, enquanto Brandemburgo-Prússia estava exigindo uma fatia do noroeste a fim de unir suas porções ocidental e oriental e se fazer um território contíguo, embora isto deixasse a república apenas com um pedaço do litoral báltico na Letônia e noroeste da Lituânia.
Repnin exigiu liberdade religiosa para os protestantes e cristãos ortodoxos, e a reação resultante entre as lideranças católicas da República, bem como o profundo ressentimento da Rússia estar se intrometendo nos negócios internos da Polônia, levou à Guerra da Confederação de Bar com a Rússia, de 1768 a 1772. A república nunca seria vencida a menos que sua aliada de longo tempo, a Áustria, o permitisse, e Catarina primeiramente precisou usar da diplomacia para ter a Áustria do seu lado.
Os três vizinhos da Polônia, Reino da Prússia, Monarquia de Habsburgo e Império Russo, assinaram um acordo secreto com o objetivo de manter o status quo: especificamente, assegurar que as leis polonesas não mudariam. Esta aliança, mais tarde, ficou conhecida na república como a Tratado das Três Águias Negras, devido aos três estados usarem uma águia negra como símbolo estatal (em contraste com a águia branca, símbolo da Polônia).
Os poloneses tentaram expulsar as forças estrangeiras em uma revolta (a Confederação de Bar, 1768–1772), mas seus exércitos despreparados e mal comandados não tiveram nenhuma chance contra o bem preparado exército russo e sofreram uma derrota esmagadora.

### Primeira partilha

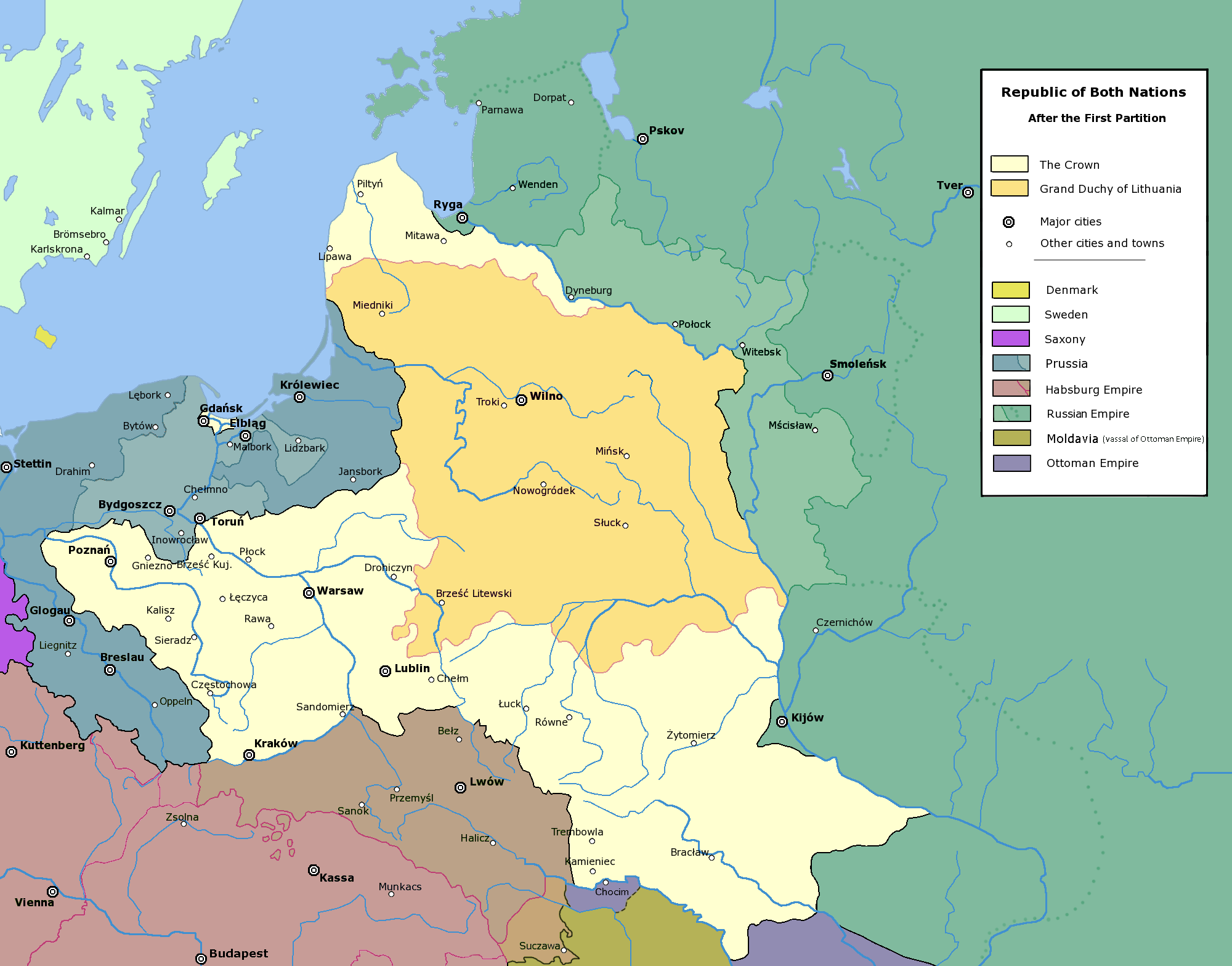
A primeira partilha (1772)

Em 19 de fevereiro de 1772, o acordo da partilha foi assinado em Viena. Um acordo prévio entre o Reino da Prússia e o Império Russo já tinha sido feito em São Petersburgo em 6 de fevereiro de 1772. No começo de agosto, as tropas russas, prussianas e austríacas, simultaneamente, entraram na República e ocuparam as províncias acertadas entre eles. Em 5 de agosto de 1772, o manifesto de ocupação foi emitido.
Os regimentos da república, cuja junta executiva foi forçada a deixar a Áustria depois que o país se uniu à aliança prusso-russa, não depôs suas armas. Cada fortificação sob seu comando resistiu o maior tempo possível. Famosa foi a defesa de Tyniec, que durou até o fim de março de 1773, bem como a de Częstochowa comandada por Pulaski. Cracóvia caiu em 28 de abril, capturada pelo general russo Suvorov que exilou a guarnição na Sibéria. Nem França, nem Inglaterra, em quem as esperanças foram depositadas, auxiliaram o suficiente ou protestaram quando a partição foi realizada. Desse modo se encerrou a organização débil da República para tentar se defender da agressão estrangeira. Custou a vida de cerca de cem mil homens e uma vez mais deixou o país arrasado, embora tenha sido a primeira demonstração consciente do renascimento nacional.
O tratado da partilha foi ratificado por seus signatários em 22 de setembro de 1772. Frederico II da Prússia estava entusiasmado com seu sucesso, e zelava pelo bem-estar de seus novos assuntos poloneses, importando grande número de professores católicos (especialmente jesuítas cuja ordem foi suprimida por aqueles tempos) e tornando obrigatório para os príncipes da coroa prussiana o aprendizado da polonês; Kaunitz da Áustria estava orgulhoso de ter conseguido a posse das ricas minas de sal de Bochnia e Wieliczka; e Catarina da Rússia estava também muito satisfeita. Por este “documento diplomático” a Rússia ficava com a parte da Livônia que ainda permanecera nas mãos dos poloneses, e da Bielorrússia que abrangia as voivodias de Witebsk, Połock e Miecislau; a Prússia ficou com Vármia e a Prússia Real (que mais tarde tornou-se uma nova província chamada Prússia Ocidental) até o rio Netze e mais ainda o condado da Pomerânia, sem a cidade de Danzig (Gdańsk), os condados de Marienburg (Malbork), Kulm (Chełmno), sem a cidade de Thorn (Toruń), e alguns distritos na Polônia Maior; e para a Áustria caiu Zator e Auschwitz (Oswiecim), parte da Pequena Polônia incluindo partes dos condados de Cracóvia e Sandomir e toda a Galícia, menos a Cidade da Cracóvia. Por esta partição a República das Duas Nações perdeu cerca de 30% de seu território, correspondendo naquele tempo a 484 mil milhas quadradas, com cerca de quatro milhões de pessoas. A maioria do espólio, com relação à população e rendas, foi para a Áustria.
Após terem ocupado seus respectivos territórios, as três forças da partilha exigiram que o rei Estanislau e a Sejm aprovassem suas ações. O rei apelou para as nações da Europa Ocidental que o ajudassem e atrasou a convocação da Sejm. Quando nenhuma ajuda mais era esperada e os exércitos das nações combinadas ocuparam Varsóvia para impor por meio da força das armas a convocação da assembleia, nenhuma outra alternativa restou a não ser a passiva submissão a suas vontades.
Aqueles senadores contrários a esta submissão foram presos e exilados na Sibéria pelos representantes de Catarina. As assembleias regionais (Sejmiks) se recusaram a eleger deputados para a Sejm, e após grandes dificuldades menos da metade do número regular de representantes compareceu à sessão presidida por Adam Łodzia Poniński, o comandante da Ordem de Malta, um cínico e notório jogador. A fim de evitar a dissolução da Sejm e a derrota dos propósitos dos invasores, ele ameaçou transformar a Sejm regular em uma Sejm confederada, onde prevaleceria o voto da maioria. Apesar dos esforços dramáticos de Tadeusz Rejtan, Samuel Korsak e Stanisław Bohuszewicz para evitar isto, a ação foi realizada com a ajuda de Michał Radziwiłł e os bispos Andrzej Młodziejowski, Ignacy Jakub Massalski e Antoni Kazimierz Ostrowski (primaz da Polônia), que ocupavam altas posições no Senado da Polônia. A então chamada Sejm da partição elegeu um comitê de trinta para analisar as várias matérias apresentadas. Em 18 de setembro de 1773, o comitê assinou formalmente o tratado da seção, renunciando a qualquer pretensão da República em relação aos territórios ocupados. Por outro lado, aquela mesma Sejm, que continuou suas deliberações até 1775, abalada pela primeira partilha, aprovou várias reformas importantes, dentre elas a criação do Conselho permanente e a Comissão de Educação Nacional.
Assumindo o controle do noroeste polonês, o Reino da Prússia obteve instantaneamente o controle de mais de 80% do total do comércio exterior da República. Por meio de altos impostos alfandegários que arrecadava das trocas comerciais da república que utilizavam essas rotas, a Prússia acelerou o inevitável colapso da república.

### Segunda partilha

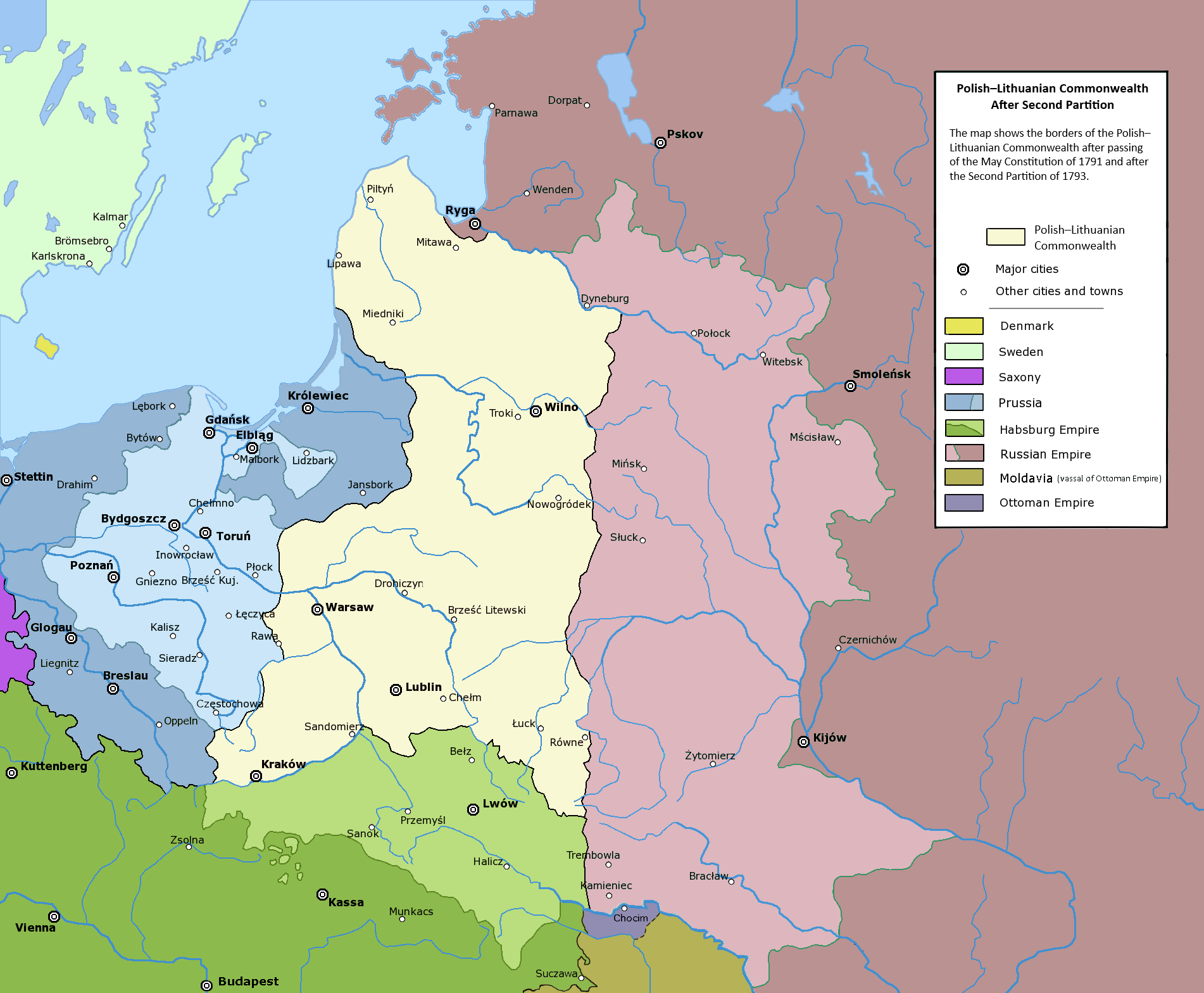
A segunda partilha (1793)

Por volta de 1790 a Primeira República Polonesa se deteriorou politicamente a tal ponto de ser forçada a fazer uma incomum e no final das contas mortal aliança com seu maior inimigo, o Reino da Prússia. O pacto polaco-prussiano de 1790 foi assinado. Seu articulador chefe foi Ignacy Potocki e as condições do pacto foram tais que a segunda partição da Polônia era inevitável. A constituição de 1791 deu direitos à burguesia, estabeleceu a separação dos três poderes do governo e eliminou os abusos da constituição de Repnin. Mais uma vez a Polônia ousava fazer reformas sem a permissão da Rússia e novamente mais uma vez a imperatriz se zangou e a invadiu em 1792.
A adoção pela República das Duas Nações da Constituição de Maio da Polônia provocou ações agressivas por parte de seus vizinhos, desconfiados de um potencial renascimento da comunidade.
Na Guerra pela Defesa da Constituição, magnatas poloneses pró-russos e a Confederação Targowica lutaram contra as forças polonesas que apoiavam a constituição. Traídos por seus aliados prussianos, as forças pró-constituição foram derrotadas e a segunda e a terceira partições aconteceram nos anos subseqüentes, efetivamente encerrando com a existência da República das Duas Nações. Na segunda partilha, o Império Russo e o Reino da Prússia somaram juntas terras o suficiente para restar apenas um terço da população de 1772 para a Polônia.

### Terceira partilha

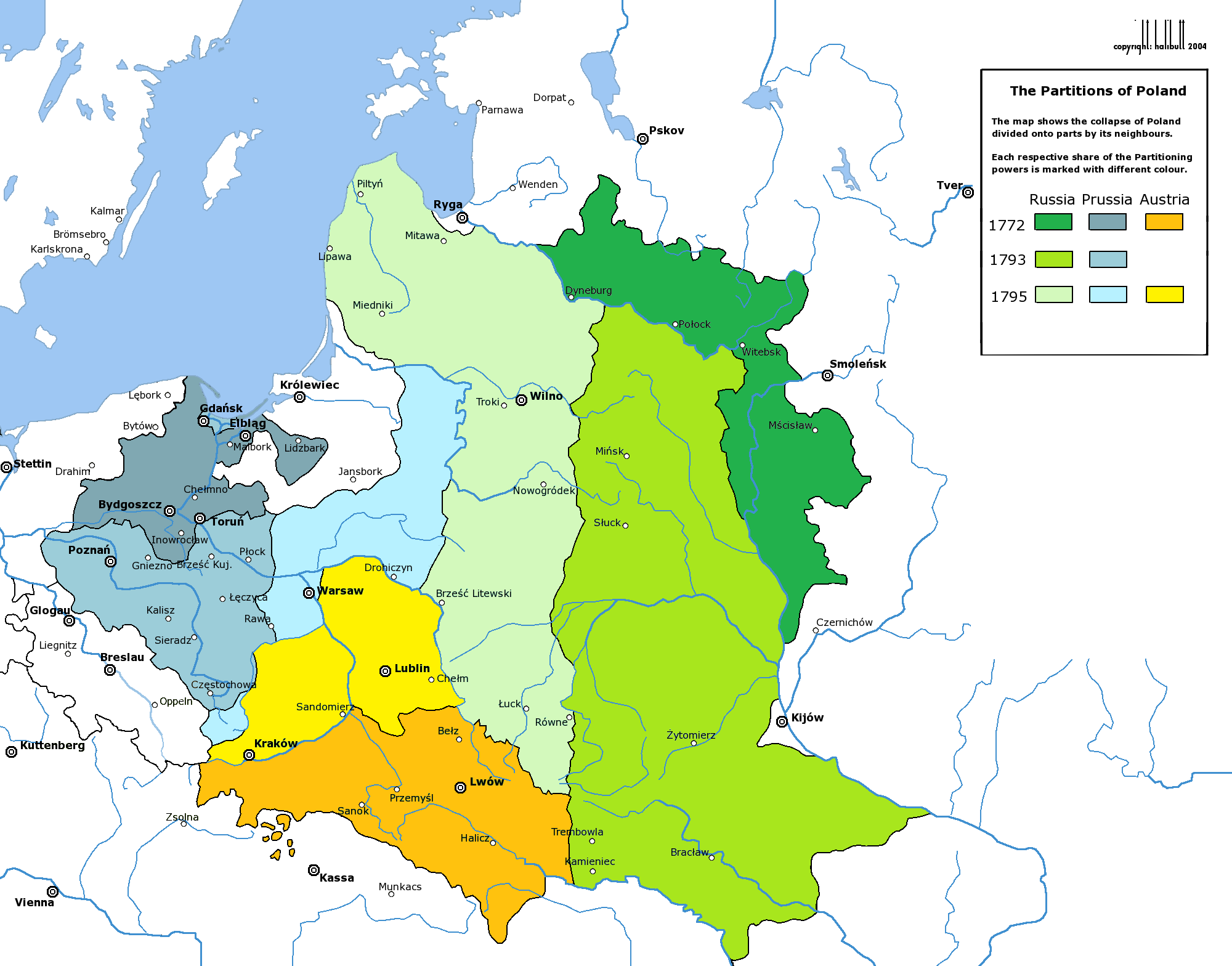
As três partilhas da Polônia em um mapa

Ao Império Russo coube a área de 120 mil km² e 1,2 milhão de pessoas incluindo Vilnius (atual capital da Lituânia); ao Reino da Prússia a área de 55 mil km² e 1 milhão de pessoas incluindo Varsóvia (atual capital da Polônia, aos austríacos 47 mil km² com 1,2 milhões de habitantes mais Lublin e Cracóvia.

### Quarta partição
O termo "Quarta partição da Polônia" refere-se a qualquer divisão posterior das terras polonesas, especialmente:
- depois da era napoleônica, em 1815 a divisão do Ducado de Varsóvia no Congresso de Viena;
- em 1832 a incorporação do "Congresso do Reino" pelo Império Russo e em 1846 a incorporação da República da Cracóvia pelo Império Austríaco; e
- em 1939, a divisão da Polônia entre a Alemanha Nazista e a União Soviética.

### Consequências
Napoleão Bonaparte estabeleceu o Ducado de Varsóvia em uma pequena área da Polônia, mas depois de sua derrota e a implementação do programa do Congresso de Viena, as coisas ficaram piores do que antes para os poloneses. A intenção internacionalmente acordada, como registrado nos pareceres do Congresso de Viena, foi a de incutir a convicção de que "nada de bom pode surgir da Polônia”, e "nada de bom e aceitável deve ser atribuído à Polônia e seus poloneses”. O Império Russo ficou com grande parte da Polônia e depois de esmagar uma insurreição em 1831, a autonomia do Congresso da Polônia foi abolida e os poloneses enfrentaram confiscos de propriedades, deportações, serviço militar forçado, e o encerramento de suas universidades. Depois da Revolta de Janeiro de 1863, foi imposta a russificação das escolas secundárias polonesas e a taxa de alfabetização caiu dramaticamente. Na porção austríaca, os poloneses receberam a dupla nacionalidade, foram permitidas representações no Parlamento, a criação de suas próprias universidades, e Cracóvia e Lvov tornaram-se centros de educação polonesa. Enquanto isso, o Reino da Prússia germanizou o sistema escolar inteiro de seus súditos poloneses, não tinha mais respeito pela cultura polonesa e instituições que a Rússia teve. Somente depois de 123 anos, com a Primeira Guerra Mundial, com os Impérios Centrais sendo derrotadas pelos Aliados Ocidentais, o caos da Revolução Russa e o Tratado de Versalhes foi que a Polônia conseguiu restaurar sua independência.